# Kristján Gudmundsson
Kristján Gudmundsson (Kristján Guðmundsson), född 1941 i Snæfellsnes, är en isländsk konstnär som arbetar med skulptur och konceptuell konst , och beskrivs som en minimalist.

## Biografi
Gudmundsson är självlärd, och bodde och arbetade i Amsterdam från 1970 till 1979 och har sedan dess varit bosatt i Reykjavík. 
Han är en pionjär inom isländsk konceptuell konst, där han tar upp frågor inom vetenskap, konst och filosofi. Genom sitt val av verktyg och material har han skapat utmanande och humoristiska verk.

### Representation
Han gjorde sin internationella debut på den andra Ungdomsbienalen i Helsingfors 1968. Därefter har han haft separatutställningar i Oslo (Artists 'House, 2002, Galleri F 15 1994, Galleri Riis flera gånger), Stockholm, Paris, Hamburg, Frankfurt, Bryssel, New York och i synnerhet i Amsterdam. Han representerade Island i Venedigbiennalen 1984. 
Gudmundsson finns representerad på de isländska konstmuseerna, liksom på Samtidsmuseet i Oslo, Moderna museet i Stockholm, Nordiska Akvarellmuseet,  Kiasma i Helsingfors och Stedelijk Museum i Amsterdam. Han har bidragit till Artscape Nordland med skulpturen Protractus i Skjerstad. 
Gudmundsson erhöll 1993 Prins Eugen-medaljen. År 2010 mottog han Nordiska Carnegie Art Award, för en serie målningar med grå och vita ramar, som beskrivs som "hans enastående ljusabsorberande beläggningar som han karakteristiskt visar smälta material och idéer för att bli ett objekt proppfulla av innehåll".
Han är bror till konstnären Sigurdur Gudmundsson, som också bidragit till Artscape Nordland.